# Frank B. Willis (Vizegouverneur)

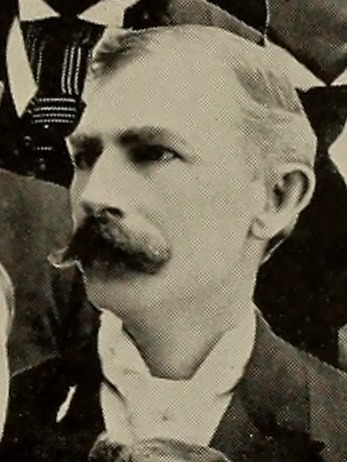
Frank B. Willis

Frank B. Willis (* 10. Oktober 1844 in Willisville, St. Lawrence County, New York; † 9. September 1914 in Lewiston, Idaho) war ein US-amerikanischer Politiker. Zwischen 1893 und 1895 war er Vizegouverneur des Bundesstaates Idaho.

## Werdegang
Frank Willis besuchte die St. Lawrence Academy im Staat New York. Über seinen beruflichen Werdegang jenseits der Politik ist nichts überliefert. Er zog zu einem unbekannten Zeitpunkt in das Nez Perce County in Idaho. Politisch war er Mitglied der Republikanischen Partei. 1892 wurde er an der Seite von William J. McConnell zum Vizegouverneur von Idaho gewählt. Dieses Amt bekleidete er zwischen dem 2. Januar 1893 und dem 4. Januar 1895. Dabei war er Stellvertreter des Gouverneurs und Vorsitzender des Staatssenats.
Nach dem Ende seiner Zeit als Vizegouverneur blieb er politisch aktiv. Zum Zeitpunkt seines Todes am 9. September 1914 war er Stadtkämmerer von Lewiston. Er war zwei Mal verheiratet und wurde in Salt Lake City (Utah) beigesetzt.